# Hanna-Maria Kupper
Hanna-Maria Kupper (* 11. April 1995) ist eine estnische Leichtathletin, die sich auf den Diskuswurf spezialisiert hat.

## Sportliche Laufbahn
Erste internationale Erfahrung sammelte Hanna-Maria Kupper im Jahr 2023, als sie bei der 2. Liga der Team-Europameisterschaft im Rahmen der Europaspiele in Chorzów mit einer Weite von 48,57 m auf den zehnten Platz gelangte.
In den Jahren 2022 und 2023 wurde Kupper estnische Meisterin im Diskuswurf.